# Andrés Palop
Pour les articles homonymes, voir Palop.
Andrés Palop Cervera est un footballeur espagnol né le 22 octobre 1973 à L'Alcúdia, Communauté valencienne (Espagne), d'une famille Pied-Noir. Il évoluait au poste de gardien de but.

## Biographie
Formé au Valence CF, il est, lors de la saison 1997/1998, transféré au Villarreal CF, qui jouait alors en deuxième division espagnole. Avec le « sous-marin jaune » ils parviennent à monter en première division espagnole, pour la première fois dans son histoire. Au terme de la saison Villarreal CF est relégué et Palop repart au Valence CF.
Durant les six années au Valence CF il obtient de nombreux succès (deux championnats, une Coupe UEFA et une Supercoupe d'Europe). Toutefois, Palop a toujours été dans l'ombre de Santiago Cañizares, et durant les six années a été aligné seulement 43 fois en Liga.
À l'été 2005, il quitte le Valence CF pour rejoindre le Séville FC, où il devint bientôt l'un des piliers de l'équipe. Dès sa première saison, il remporte la Coupe UEFA, le premier trophée européen dans l'histoire du club. Le titre a été réédité l'année suivante, et Palop a joué un rôle important dans ce titre.
Le 3 juin 2013, il s'engage pour un an avec le Bayer Leverkusen, à l'âge de 39 ans. Il décide ainsi de découvrir un nouveau championnat après tant de saisons en Liga.
En avril 2014, il annonce qu'il met un terme à sa carrière à l'issue de la saison.

## Moments historiques
- Le 15 mars 2007, durant le huitième de finale de la coupe UEFA 2006-2007 contre les ukrainiens du Chakhtar Donetsk, Palop permit aux siens d'aller en prolongation en marquant un but de la tête sur corner au-delà de la 90e minute. Son équipe était alors menée 1-2 sur l'ensemble des deux matchs. Séville s'imposera en prolongation et gagnera la coupe UEFA 2006-2007 deux mois plus tard.
- Il fut de nouveau le héros de son équipe lors de la finale de la même année contre l'Espanyol Barcelone en sortant 3 des 4 tentatives lors de la série de tirs au but à la fin de la rencontre, après que son équipe eut fait 2-2 à la fin de la prolongation. Le Séville FC gagna finalement 3 tirs au but à 1.
- Il fut également convoqué pas Luis Aragonés en tant que 3e gardien de l'Espagne qui remporta l'Euro 2008 afin de suppléer le cas échéant Iker Casillas et Pepe Reina, mais ne joua aucun match.

Bien qu'il compte le titre de Champion d'Europe, Il n'a jamais joué un match avec le maillot de l'équipe d'Espagne dans sa carrière.

## Palmarès
- Vainqueur de la Coupe UEFA en 2004 avec Valence CF, en 2006 et en 2007 avec le Séville FC
- Vainqueur du Championnat d'Espagne de football en 2002 et 2004 avec Valence CF
- Finaliste de la Ligue des champions en 2000 et 2001 avec Valence CF
- Vainqueur de la Coupe d'Espagne de football en 2007 et 2010 avec le Séville FC
- Vainqueur de l'Euro 2008 avec la sélection espagnole